# Wilhelm Stobbe
Wilhelm Stobbe (* 26. Februar 1821 in Lötzen, Ostpreußen; † 28. Juli 1894 in Königsberg i. Pr.) war ein deutscher Abgeordneter in Ostpreußen.

## Leben
Stobbe besuchte die Herzog-Albrechts-Schule in Rastenburg. Nach dem Abitur studierte er an der Albertus-Universität Königsberg. Wie viele Absolventen seiner Schule schloss er sich im Wintersemester 1840/41 dem Corps Masovia an. Er bewirtschaftete das Gut Rogallicken im Kreis Lyck. Als Landschaftsrat bei der  Ostpreußischen Generallandschaftsdirektion saß er für die Deutsche Fortschrittspartei von 1870 bis 1873 im Preußischen Abgeordnetenhaus: Wahlkreis 11 – Gumbinnen 5 (Angerburg, Lötzen). Er starb mit 73 Jahren.